# 神之浩劫
《神之浩劫》，是由美國獨立遊戲開發商Hi-Rez Studios开发及发行的一款Windows平台下的多人在线战斗竞技场游戏，世界上7大文化宗教的神魔英雄為角色。

## 發展

### Beta版
遊戲早於2012年中已推出Beta版作封測，至2013年初，遊戲在北美及歐洲舉行公測。

### 中國大陸營運
2013年中的德国科隆游戏展，Hi-Rez Studios宣佈與騰訊合作，由騰訊代理神之浩劫的發行，騰訊隨即宣布在2013年10月啟動中國伺服器。2017年10月腾讯退出代理。

### 續作
續作《神之浩劫2》於2024年1月在《神之浩劫》世界錦標賽宣布。它將由 Titan Forge Games 使用虛幻引擎5開發。 此外，Titan Forge Games宣布他們計劃在開發《神之浩劫2》的同時繼續開發《神之浩劫》。
2025年1月14日，在作為付費搶先體驗版推出數月後，續作正式以免費遊戲的形式發售。

## 神明列表

### 亞瑟王傳說
- 亞瑟王
- 梅林
- 摩根勒菲
- 蘭斯洛特

### 凱爾特神系
- 阿爾提奧
- 科尔努诺斯
- 庫胡林
- 莫丽甘
- 克莱娜（英语：Clíodhna）

### 中國神系
- 敖廣
- 嫦娥
- 妲己
- 二郎神
- 關羽
- 河伯
- 后羿
- 精衛
- 哪吒
- 女媧
- 孫悟空
- 刑天
- 鍾馗
- 花木兰
- 玉皇大帝

### 埃及神系
- 安赫
- 阿努比斯
- 巴斯苔特
- 盖布
- 伊希斯
- 凱布利
- 奈特
- 歐西里斯
- 拉
- 塞爾凱特
- 索貝克
- 托特
- 荷鲁斯
- 赛特

### 希臘神系
- 阿佛洛狄忒
- 阿波羅
- 阿剌克涅
- 阿瑞斯
- 阿耳忒彌斯
- 雅典娜
- 喀戎
- 克洛诺斯
- 哈得斯
- 梅杜莎
- 涅墨西斯
- 尼刻
- 波賽頓
- 斯库拉
- 桑納托斯
- 宙斯
- 刻耳柏洛斯
- 阿基里斯
- 赫拉
- 珀耳塞福涅
- 卡律布狄斯
- 阿特拉斯

### 印度神系
- 阿格尼
- 钵迦罗刹（英语：Bakasura）
- 伽内什
- 迦梨
- 昆巴卡纳（英语：Kumbhakarna）
- 羅摩
- 罗波那
- 瓦玛那
- 濕婆

### 日本神系
- 天照大神
- 八幡神
- 伊邪那美
- 九千坊
- 鸣雷神
- 须佐之男
- 月讀
- 團三郎狸

### 瑪雅神系
- 阿缪森卡（英语：Ah-Muzen-Cab）
- 阿普切（英语：Maya death gods）
- 奥薇莉克斯（英语：Awilix）
- 卡布拉冈
- 坎马卓兹
- 恰克
- 猢安·巴茨（英语：Howler monkey gods）
- 庫庫爾坎
- 斯巴蘭克（英语：Maya Hero Twins）

### 北歐神系
- 法夫納
- 芬里爾
- 弗蕾亚
- 赫尔
- 洛基
- 奧丁
- 拉塔托斯克
- 絲卡蒂
- 蘇爾
- 索爾
- 提爾
- 烏勒爾
- 尤彌爾
- 耶夢加得
- 海姆達爾

### 羅馬神系
- 巴克科斯
- 贝罗纳
- 邱比特
- 迪斯柯蒂亞
- 赫丘利
- 雅努斯
- 墨丘利
- 諾克斯
- 西尔瓦努斯
- 特鲁斯
- 武尔坎努斯

### 斯拉夫神系
- 切尔诺伯格（英语：Chernobog）
- 雅加婆婆

### 巫毒教神系
- 巴隆·撒麦迪

### 玻里尼西亞神系（英语：Polynesian narrative）
- 佩蕾
- 毛伊

### 約魯巴神系（英语：Yoruba religion）
- 奧羅倫（英语：Ọlọrun）
- 葉瑪亞

### 舊日支配者
- 克蘇魯

### 巴比倫神系
- 提亚玛特
- 吉爾伽美什
- 伊什塔尔